# العلاقات البرازيلية الغواتيمالية
العلاقات البرازيلية الغواتيمالية هي العلاقات الثنائية التي تجمع بين البرازيل وغواتيمالا.

## مقارنة بين البلدين
هذه مقارنة عامة ومرجعية للدولتين:
| وجه المقارنة                                              | البرازيل | غواتيمالا       |
| --------------------------------------------------------- | --- | --------------- |
| المساحة (كم2)                                             | 8.52 مليون | 108.89 ألف      |
| عدد السكان (نسمة)                                         | 202.66 مليون | 17.26 مليون     |
| الكثافة السكانية (ن./كم²)                                 | 23.79 | 158.51          |
| العاصمة                                                   | برازيليا، ريو دي جانيرو | غواتيمالا       |
| اللغة الرسمية                                             | برتغالية برازيلية، Brazilian Sign Language ‏ | اللغة الإسبانية |
| العملة                                                    | ريال برازيلي، كروزيرو ريال برازيلي ‏، كروزيرو البرازيلية (1990–1993)، البرازيلي كروزادو نوفو، كروزادو برازيلي، cruzeiro ‏، كروزيرو البرازيلية (1942–1967)، الريال البرازيلي (قديم) | كتزال غواتيمالي |
| الناتج المحلي الإجمالي (بليون دولار)                      | 2.06 تريليون | 75.62 مليار     |
| الناتج المحلي الإجمالي (تعادل القوة الشرائية) بليون دولار | 3.22 تريليون | 126.21 مليار    |
| الناتج المحلي الإجمالي الاسمي للفرد دولار أمريكي          | 8.54 ألف | 3.90 ألف        |
| الناتج المحلي الإجمالي للفرد دولار أمريكي                 | 15.89 ألف | 7.45 ألف        |
| مؤشر التنمية البشرية                                      | 0.754 | 0.627           |
| رمز المكالمات الدولي                                      | +55 | +502            |
| رمز الإنترنت                                              | .br | .gt             |
| المنطقة الزمنية                                           | | 00              |

## منظمات دولية مشتركة
يشترك البلدان في عضوية مجموعة من المنظمات الدولية، منها:
| علم المنظمة | اسم المنظمة                                                          | تاريخ انضمام البرازيل | تاريخ انضمام غواتيمالا |
| ----------- | -------------------------------------------------------------------- | --------------------- | ---------------------- |
|             | وكالة حظر الأسلحة النووية في أمريكا اللاتينية ومنطقة البحر الكاريبي ‏ | ?                     | ?                      |
|             | الاتحاد البريدي العالمي                                              | ?                     | ?                      |
|             | يونسكو                                                               | 4 نوفمبر 1946         | 2 يناير 1950           |
|             | البنك الدولي للإنشاء والتعمير                                        | 14 يناير 1946         | 28 ديسمبر 1945         |
|             | منظمة التجارة العالمية                                               | ?                     | ?                      |
|             | وكالة ضمان الاستثمار متعدد الأطراف                                   | 7 يناير 1993          | 11 يوليو 1996          |
|             | الاتحاد الدولي للاتصالات                                             | 4 يوليو 1877          | 10 يوليو 1914          |
|             | منظمة الشرطة الجنائية الدولية                                        | ?                     | ?                      |
|             | مؤسسة التمويل الدولية                                                | 31 ديسمبر 1956        | 20 يوليو 1956          |
|             | الأمم المتحدة                                                        | 24 أكتوبر 1945        | 21 نوفمبر 1945         |
|             | مؤسسة التنمية الدولية                                                | 15 مارس 1963          | 27 أبريل 1961          |
|             | منظمة حظر الأسلحة الكيميائية                                         | ?                     | ?                      |

## وصلات خارجية
- موقع وزارة الخارجية البرازيلية
- موقع وزارة الخارجية الغواتيمالية